# Barbora Křinecká z Ronova
Alžběta Barbora Křinecká z Ronova a na Jilemnici (?–⁠1644⁠, Jilemnice) byla česká šlechtična z rodu Křineckých z Ronova a majitelka jilemnického panství.

## Život
Barbora Křinecká z Ronova se narodila jako dcera Albrechta Gotfrýda Křineckého z Ronova a jeho ženy Kateřiny Miřkovské ze Stropčic. 
Po úmrtí otce roku 1634 spolu se svou matkou sestrami Annou Rosinou, Alenou Eustachií a zdědila jilemnický statek.

### Manželství a rodina
V prosinci téhož roku se provdala za Jana Viléma Haranta z Polžic a Bezdružic, tento sňatek však byl poněkud problematický, protože Barbora Křinecká byla protestantského vyznání a sňatek katolíka Jana Viléma byl sledován z císařského dvora. Před svatbou proto musela přestoupit na katolickou víru. Z manželství se narodili dva synové:
- Kryštof Bohumír
- Adolf Vilém

2. května 1637 bylo se souhlasem sester jilemnické a rokytnické panství prodáno jejímu manželovi za 64 000 kop míšeňských.

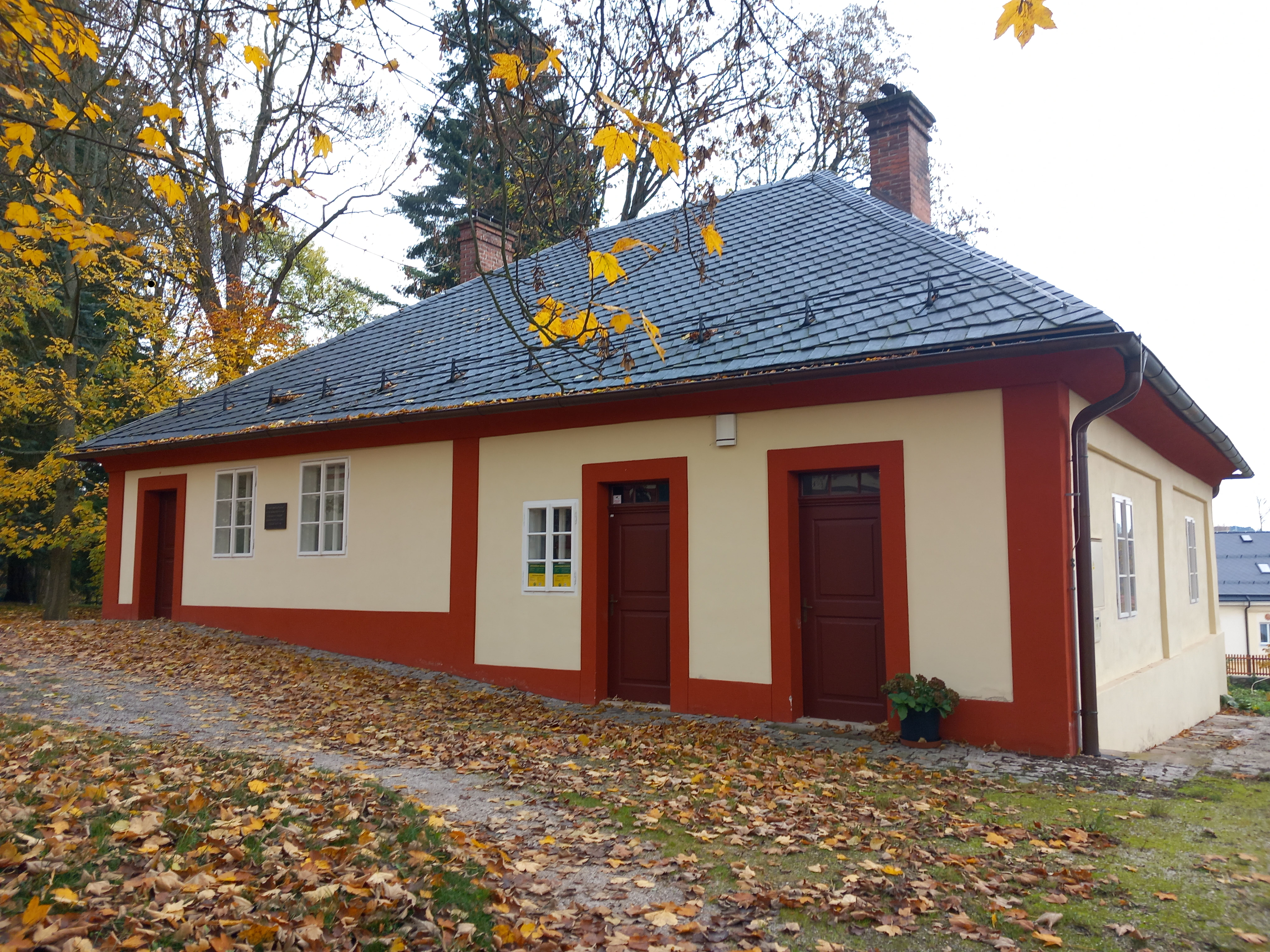
Místo někdejší kaple svaté Alžběty u jilemnického zámku

Alžběta Barbora Křinecká z Ronova zemřela roku 1644 v Jilemnici a byla pohřbena v tamní kapli svaté Alžběty, avšak roku 1786 byly rakve s ostatky Harantů přeneseny do zatím neobjevené krypty v interiéru jilemnického farního kostela sv. Vavřince.